# هیروناری ایواموتو
هیروناری ایواموتو (انگلیسی: Hironari Iwamoto؛ زادهٔ ۲۷ ژوئن ۱۹۷۰) بازیکن فوتبال اهل ژاپن است.